# O Pesadelo do António Maria
O Pesadelo do António Maria é uma curta-metragem de animação de 1923, considerado o primeiro filme de animação português, foi realizado por Joaquim Guerreiro.

## Sinopse
"Filme-charge de flagrante actualidade" sobre o então presidente do ministério, António Maria da Silva, que foi seis vezes Chefe do Governo, a partir de Junho de 1920, mas que a ânsia de dominar a política portuguesa e de ser a primeira figura do seu partido o levou a assumir atitudes que lhe alienaram as simpatias populares. Anunciado como "!um filme cómico da mais flagrante actualidade", em que se caricatura um dos vultos políticos da época, O Pesadelo de António Maria abria o novo quadro Fitas Faladas, da revista Tiro ao  Alvo, em cena no Eden-Teatro de Lisboa. Aquando da apresentação da revista no Águia de Ouro do Porto, em Fevereiro de 1923, foi o actor Manuel Santos Carvalho que interpretava o "Fiteiro" quem provavelmente deu voz a este filme mudo, cheio de intenção política. Realizado e ilustrado por Joaquim Guerreiro, desenhador de "O Século", "Ilustração Portuguesa", "A Tribuna", " O Zé" e "A Sátira", de que foi director. A obra foi mencionada pelo "Jornal dos Cinemas" como "a primeira película portuguesa de desenhos animados".

O filme original está considerado como perdido, mas foi possível reconstitui-lo modernamente a partir dos desenhos originais — trabalho que ficou a cargo da Megatoon, com produção e realização de Paulo Cambraia, banda sonora de AuraStudio, produção de Fernando Rocha e um improviso ao piano pelo Maestro António Victorino d'Almeida. Esta reconstrução foi apresentada publicamente no Cinanima, em 2001.